# Повернення до Салемз Лоту
«Повернення до Салемз Лоту» (англ. A Return to Salem's Lot) — американський фільм жахів 1987 року режисера Ларрі Коена, знятий кінокомпанією Warner Bros.
Раніше Коен написав сценарій для міні-серіалу «Салемська партія» 1979 року, який тоді був відхилений студією Warner Bros. Роками пізніше студія звернулася до Коена з пропозицією написати і зняти для них малобюджетний фільм; він запропонував сиквел «Салемського лота». Під час написання сценарію Коен надихався п'єсою Торнтона Вайлдера «Наше місто» і прагнув переосмислити знайомі тропи фільму про вампірів, представивши вампірів як типових американців, що походять з Європи, які втекли з рідної країни, щоб заснувати колонію в Америці в 1600-х роках. 

## Сюжет
Джо Вебер — антрополог, який повертається з експедиції з Південної Америки, для того щоб забрати сина і переїхати з ним в невелике містечко під назвою Салем, де він став спадкоємцем великої фазенди. Але вони були дуже здивовані, коли дізналися, що всі його родичі і жителі цього містечка є справжніми вампірами. Їм вірою і правдою служать кілька людей, які допомагають їм, коли ті мирно сплять. Вони займаються вирощуванням корів, щоб вгамовувати свою спрагу крові. Але людська кров набагато краща за кров тварин, тому вони вбивають людей, що заблукали в їхніх краях. Вампіри не поспішають вбивати Вебера і його рідного сина, так як Джо повинен написати для них біблію вампірів. У містечку з'являється Ван Меєр — мисливець за нацистами. Джо і Ван об'єднуються, щоб протистояти вампірам, які розперезалися в цій місцевості. Але чи вдасться їм це зробити?

## У ролях
| Актор            | Роль          |
| ---------------- | ------------- |
| Майкл Моріарті   | Джо Вебер     |
| Семюель Фуллер   | Ван Меєр      |
| Ендрю Дагген     | суддя Аксель  |
| Евелін Кейс      | місіс Аксель  |
| Джун Гевок       | тітка Клара   |
| Джилл Гетсбі     | Шеррі         |
| Рікі Еддісон Рід | Джеремі Вебер |
| Джеймс Діксон    | Рейнс         |
| Девід Голбрук    | помічник      |
| Катя Кросбі      | Кеті          |
| Тара Рід         | Аманда        |
| Бред Ріхн        | Кларенс       |